# Сормпось-Мочей
Сормпо́сь-Моче́й (рос. Сормпось-Мочей, чув. Сурăмпуç Мучикасси) — присілок у складі Аліковського району Чувашії, Росія. Входить до складу Кримзарайкінського сільського поселення.
Населення — 78 осіб (2010; 94 у 2002).
Національний склад:
- чуваші — 99 %